# Хани Голд
Хани Голд (англ. Honey Gold), настоящее имя — Кайра Алекса Харрис (англ. Cyrah Alexa Harris; род. 9 июля 1993, Сан-Франциско, Калифорния) — американская порноактриса и эротическая модель. Лауреат премии XBIZ Award и ряда других. Настоящее имя Cyrah Alexa Harris.

## Биография
Родилась в Сан-Франциско, штат Калифорния, в консервативной семье. Имеет афро-американские, коренные американские, китайские, монгольские и ирландские корни.
В 19 лет покинула родительский дом из-за консервативного климата, который не совпадал с её личными взглядами на жизнь. Начала сниматься в фильмах для взрослых в 2017 году, в возрасте 23 лет.
Её первая сцена была в фильме My Stepsister and I Share Cock, режиссёра Джоанна Энджел для продюсерской компании Burning Angel. Первая сцена двойного проникновения — в фильме Taste Of Honey.
Работала в качестве актрисы с такими студиями, как Adam & Eve, Devil's Film, Wicked, Jules Jordan Video, Digital Playground, Filly Films, Brazzers, Mile High, Elegant Angel, Naughty America, Hustler, Evil Angel, Reality Kings и Girlfriends Films.
В 2018 году стала лаутеатом премии XBIZ Award в номинации лучшая новая старлетка.
На сегодняшний день снялась более чем в 110 фильмах в качестве порноактрисы.

## Премии и номинации
| Год  | Церемония                   | Результат | Премия                                                          | Работа                     |
| ---- | --------------------------- | --------- | --------------------------------------------------------------- | -------------------------- |
| 2018 | AVN Awards                  | Номинация | Лучшая новая старлетка                                          | -                          |
| 2018 | AVN Awards                  | Номинация | Лучшая сексуальная сцена мужчина/женщина                        | Sacrosanct                 |
| 2018 | AVN Awards                  | Номинация | Лучшая тройная сцена                                            | Naughty Black Housewives 4 |
| 2018 | AVN Awards                  | Номинация | Приз фанатов: самый горячий дебютант                            | -                          |
| 2018 | Spank Bank Technical Awards | Номинация | Лучшая работа                                                   | -                          |
| 2018 | Spank Bank Technical Awards | Номинация | Born To Hand Job                                                | -                          |
| 2018 | Spank Bank Technical Awards | Номинация | Ebony Princess of the Year                                      | -                          |
| 2018 | Spank Bank Technical Awards | Победа    | Exotic Femme Fatale of the Year                                 | -                          |
| 2018 | Spank Bank Technical Awards | Номинация | Newcummer of the Year                                           | -                          |
| 2018 | Spank Bank Technical Awards | Номинация | Prettiest 'Whore Mouth'                                         | -                          |
| 2018 | Spank Bank Technical Awards | Номинация | Sharing Is Caring                                               | -                          |
| 2018 | Spank Bank Technical Awards | Номинация | Silky Smooth                                                    | -                          |
| 2018 | Spank Bank Technical Awards | Номинация | Two Peas in a Pod                                               | -                          |
| 2018 | Spank Bank Technical Awards | Победа    | Bubbliest Hermit                                                | -                          |
| 2018 | Spank Bank Technical Awards | Победа    | Most Likely To Get Uncomfortably Horny During A Bumpy Uber Ride | -                          |
| 2018 | XBIZ Award                  | Победа    | Лучшая новая старлетка                                          | -                          |
| 2018 | XBIZ Award                  | Номинация | Лучшая сексуальная сцена главного героя                         | Agent 69                   |

## Избранная фильмография
- Aggressive POV,[14]
- Axel Braun’s Inked 3,[15]
- Black Out,[16]
- Broke College Girls,[17]
- Chopper Whores,[18]
- I Like Black Girls 5,[19]
- It’s My First Time 5,[20]
- Sacrosanct[21]
- Special Dark 2[22].